# 前田日明 対 アンドレ・ザ・ジャイアント戦
前田日明 対 アンドレ・ザ・ジャイアント戦（まえだあきら たい アンドレザジャイアントせん）は、1986年4月29日に三重県津市体育館で行われた新日本プロレスの試合である。アンドレ・ザ・ジャイアントが前田日明（UWF）にセメントを仕掛け、応戦した前田が蹴りでアンドレを戦意喪失させて無効試合となった。

## 概要
第一次UWFの崩壊後、業務提携という形で新日本プロレスに復帰した前田と、外国人レスラーのスターだったアンドレの対戦で起こったシュートマッチ。なお前田はアンドレ戦の三ヶ月前、1986年1月に山崎一夫とのコンビで対戦した星野勘太郎、金秀洪組とのタッグマッチでも星野との試合がケンカマッチと化している。
試合開始後、アンドレは不敵な笑みを浮かべながらリング中央で仁王立ちし、前田がその回りを動きながら様子を伺うという、じりじりした展開が続く。アンドレはプロレスの攻防に付きあう気は全くなく、前田がタックルを仕掛けると肘を突き出してブロックし、グラウンドの展開では前田の目にサミングしたり、背後からフルネルソンで巨体を被せて押し潰そうとした。
その様子に異変を感じた前田は、試合途中から距離をとってのローキックに終始。この時点で前田はアンドレのセコンドに付いていた将軍KYワカマツに「若松さん、（アンドレに止めるよう）言ってくださいよ」と言っていたといわれている。前田は自著『パワー・オブ・ドリーム』（角川文庫）で当時の状況を記しており、前田がセコンドに付いていた星野勘太郎に「本当にやりますよ。いいんですか」と尋ねたところ、星野は困惑した様子で「俺に訊くなよ」と答えたという。
異様な膠着状態が続く中、観客からブーイングが起こり始め、リングサイドには試合に関係のない猪木が現れる。リング中央から動かないアンドレに対し、前田は膝頭に危険な蹴りを連発。最終的にアンドレはリングに寝転がったまま起き上がらなくなり、戦意喪失とみなされ試合終了。困惑した前田がセコンドに対し事情の説明を求めるという不可解な結末に終わった。前述の前田の自著には、アンドレはマット上に寝転んだ後に制するかのように両手を広げながら「It Is Not My Business」(俺が仕組んだことじゃない)と言ったという記述がある。
試合の翌日に発行された東京スポーツは、試合の一部始終を詳報。1面トップかつ写真入りで大きく扱った。「大巨人、ナゾの試合拒否」などの見出しを付け、この試合を「異常事態」と捉えた報道になっていた。

## 原因
シュートマッチ強行への経緯については諸説あり、当時の関係者の証言も断片的なものに留まり、また当事者のアンドレが故人となった現在では真相は不明。当時マッチメイクを担当していたミスター高橋も自著の中で、特に新日サイドから指示されたことはなく、試合後もアンドレは何も答えてくれず、困惑するしかなかったと当時の胸中を明かしている。この試合について見解を表明しているのは当事者の一人である前田と、新日サイド側では高橋および山本小鉄のみと、非常に少ない。
前田は「新日サイドによる組織的な『潰し』」という説を唱えており、対して高橋は「UWFスタイル、特にキック攻撃を嫌悪していたアンドレが個人的感情から起こした行動」としている。アンドレも晩年、この試合について「前田はキックが好きだと聞いていた。だから好きなだけ蹴らせてやっただけさ」という旨の発言を残しており、何らかの思惑があったことを示唆している。山本も「もし新日本が本気で前田を潰そうとしていたらアンドレではなくマードックを送り込んでますよ」と語っていたという。
また、当日藤波辰巳のセコンドについていた船木誠勝は試合後に前田が星野に向かって「どうして助けてくれなかったのか」と泣き叫んでいる声を聴いたという。

## 映像
この試合の様子は「ワールドプロレスリング」の録画中継として古舘伊知郎の実況で収録された。しかし、後日、全国ネットで放映された録画中継では、当該試合のみが何の説明もなく放送されなかったことから『内容が危険であるという理由で放送されなかった』のではないかとファンの間で噂されていた。しかし、テレビ朝日の関係者によれば当時のスタッフから「試合が成立しておらず、つまらない」という声があり(セメントと認識していなかった？)、放映するコンテンツとして品質不足と判断されたためだという。
この試合はお蔵入りの状態が続き、長らくファンの間で伝説の不穏試合として語り継がれていた。一部のプロレスマニアの間で裏ビデオとして流通していたが、近年になってDVD化されるなどようやく“封印”が解かれた。